# Ludwik Kwiatkowski
Ludwik Kwiatkowski (ur. 13 lipca 1880 w Krakowie, zm. 16 lutego 1953 tamże) – polski malarz i pedagog.
Studia rozpoczął w latach 1899–1903 w Szkole Przemysłu Artystycznego (Kunstgewerbeschule) w Wiedniu. W latach 1904–1906 studiował malarstwo w Akademii Sztuk Pięknych w Krakowie u Leona Wyczółkowskiego i Jana Stanisławskiego. W roku 1908 przebywał w Paryżu. 
Uczył rysunku w Wolnej Akademii Sztuki założonej we Lwowie przez Stanisława Batowskiego Kaczora, a także w Krakowie i Brodach. Malował krajobrazy, portrety i obrazy treści sakralnej. Wykonał też cykl portretów obrońców Lwowa. 